# Jaycee Carroll
Elder Jaycee Carroll (Laramie, Wyoming, Estados Unidos, 16 de abril de 1983) es un exjugador de baloncesto estadounidense que también tiene pasaporte azerí. Jugaba de escolta y su último equipo fue el Real Madrid de la Liga ACB. Era internacional con la selección de baloncesto de Azerbaiyán.

## Trayectoria
Pasó cuatro años en la Utah State de la NCAA dejando huella, y es que en los cuatro años que pasó allí, a Carroll le dio tiempo para convertirse en su máximo anotador histórico con más de 2500 puntos. Tras su paso por la universidad, el escolta norteamericano decide dar el salto a Europa, concretamente al Banca Termas Teramo de la Lega italiana. Allí pasó una temporada antes de fichar por el Gran Canaria en el 2009, donde terminó de explotar.

### Gran Canaria 2009
Jaycee Carroll ya en la isla de Gran Canaria, debutó el día 11 de octubre de 2009 frente al DKV Joventut de Badalona. Anotó 23 puntos con 7 triples. Al final de temporada recibió el premio de máximo anotador de la ACB, con unas estadísticas muy buenas, 19.3 ptos. por partido y varios con más de 30 puntos como en la cancha del Real Madrid o frente al Unicaja
Ya en la temporada 2010/2011, Carroll mejoró tanto en porcentajes de tiro, que estaban por encima del 50% en tiros de 2 y 44% de 3. En 5 partidos superó los 30 puntos. Su mejor marca, fue en el campo del DKV Joventut, 35 puntos con 38 de valoración.
Ese año, Carroll ayudó a su equipo a jugar la Copa del Rey y a los playoffs de la ACB. En la Copa, Carroll anotó 30 puntos al Madrid.
A final de temporada Carroll se llevó de nuevo el premio de máximo anotador de la ACB (19,6 PPP. Y lo eligieron como "Mejor Escolta de la ACB - Temporada 2011".

### Real Madrid
En el verano de 2011 firmó con el Real Madrid de Baloncesto de la Liga ACB. Dos años después el equipo renovó su contrato con el conjunto blanco por 4 años más, hasta 2017. Después de 5 temporadas en el Real Madrid (en el que había conseguido 12 títulos oficiales hasta ese momento) en noviembre de 2016 se convirtió en el extranjero que más partidos ha jugado para el equipo madrileño, superando a Louis Bullock.

## Selección nacional
Carroll recibió ofertas de naturalización de las federaciones de baloncesto de Montenegro y Azerbaiyán en 2012, escogiendo finalmente a esta última. Con la selección azerí solamente jugó dos partidos de la clasificación para el Campeonato Europeo de Baloncesto Masculino de 2013.

## Vida personal
Carrol es miembro de la iglesia mormona y fue misionero de esta religión en Santiago de Chile, donde aprendió español. Está casado con Baylee y tienen tres hijas: Bella, Alba y Zoe, y un hijo, Jagger (el más pequeño de edad).

## Estadísticas

### Euroliga
|  | Denota temporadas en las que se proclama campeón de la Euroliga |

| Año       | Equipo      | PJ | MPP  | %T2   | %3P   | %TL   | RPP  | APP | ROB | TPP | PPP  |
| --------- | ----------- | -- | ---- | ----- | ----- | ----- | ---- | --- | --- | --- | ---- |
| 2011-2012 | Real Madrid | 16 | 22.3 | 49.4% | 51.4% | 86.5% | 2.56 | .75 | .13 | .2  | 14.2 |
| 2012-2013 | Real Madrid | 29 | 21.5 | 52.9% | 42.5% | 88.4% | 2.9  | .59 | .62 | .1  | 11.9 |
| 2013-2014 | Real Madrid | 16 | 13.9 | 53.6% | 39.7% | 88.9% | 1.6  | .81 | .5  | 0   | 7.1  |
| 2014-2015 | Real Madrid | 30 | 17.7 | 57%   | 48.1% | 88.6% | 2    | .73 | .53 | 0   | 9.6  |
| 2015-2016 | Real Madrid | 27 | 17.6 | 51.9% | 36.7% | 88.5% | 1.48 | .9  | .26 | .1  | 8.4  |
| 2016-2017 | Real Madrid | 36 | 17   | 55.1% | 43.2% | 91.1% | 1.5  | .8  | .2  | .1  | 9.1  |

### Liga ACB (liga regular)
|  | Denota temporadas en las que se proclama campeón de la ACB |

| Año        | Equipo          | PJ | MPP  | %T2 | %3P | %TL | RPP | ROP | APP | ROB | TPP | PPP  |
| ---------- | --------------- | -- | ---- | --- | --- | --- | --- | --- | --- | --- | --- | ---- |
| 2009-10 LR | CB Gran Canaria | 34 | 29.3 | 59% | 40% | 83% | 3.5 | 1.0 | 1.8 | 0.9 | 0.3 | 19.0 |
| 2010-11 LR | CB Gran Canaria | 34 | 29.0 | 49% | 46% | 91% | 3.0 | 1.0 | 1.2 | 0.9 | 0.2 | 19.6 |
| 2011-12 LR | Real Madrid     | 32 | 23.1 | 55% | 40% | 86% | 2.5 | 0.5 | 1.0 | 0.7 | 0.2 | 12.1 |
| 2012-13 LR | Real Madrid     | 34 | 20.5 | 56% | 42% | 82% | 1.9 | 0.7 | 0.5 | 0.7 | 0.0 | 10.6 |
| 2013-14 LR | Real Madrid     | 22 | 19.2 | 53% | 39% | 85% | 2.3 | 0.4 | 0.6 | 0.7 | 0.0 | 9.9  |
| 2014-15 LR | Real Madrid     | 33 | 17.5 | 53% | 44% | 81% | 1.8 | 0.5 | 0.5 | 0.6 | 0.1 | 9.2  |
| 2015-16 LR | Real Madrid     | 34 | 19.8 | 58% | 53% | 88% | 2.0 | 0.4 | 1.0 | 0.4 | 0.1 | 13.1 |
| 2016-17 LR | Real Madrid     | 31 | 19.8 | 60% | 41% | 95% | 1.9 | 0.7 | 0.9 | 0.6 | 0.1 | 12.7 |

### Playoffs ACB
|  | Denota temporadas en las que se proclama campeón de la ACB |

| Año        | Equipo          | PJ | MPP  | %T2 | %3P | %TL  | RPP | ROP | APP | ROB | TPP | PPP  |
| ---------- | --------------- | -- | ---- | --- | --- | ---- | --- | --- | --- | --- | --- | ---- |
| 2009-10 PO | CB Gran Canaria | 2  | 31   | 41% | 20% | 100% | 3.5 | 1.0 | 2.0 | 2.0 | 1.0 | 13.0 |
| 2010-11 PO | CB Gran Canaria | 2  | 28   | 50% | 22% | 82%  | 1.0 | 0.0 | 3.0 | 0.0 | 0.0 | 14.0 |
| 2011-12 PO | Real Madrid     | 12 | 22.4 | 40% | 40% | 83%  | 2.5 | 0.9 | 0.8 | 0.4 | 0.2 | 10.3 |
| 2012-13 PO | Real Madrid     | 10 | 15.8 | 59% | 50% | 91%  | 1.6 | 0.7 | 0.3 | 0.5 | 0.1 | 9.5  |
| 2013-14 PO | Real Madrid     | 10 | 17.1 | 48% | 47% | 100% | 1.7 | 0.3 | 0.9 | 0.7 | 0.1 | 8.0  |
| 2014-15 PO | Real Madrid     | 7  | 15.7 | 58% | 47% | 71%  | 1.8 | 0.7 | 1.0 | 0.7 | 0.1 | 8.1  |
| 2015-16 PO | Real Madrid     | 11 | 19.2 | 67% | 43% | 86%  | 1.2 | 0.3 | 0.7 | 1.1 | 0.2 | 11.9 |
| 2016-17 PO | Real Madrid     | 10 | 17.9 | 58% | 40% | 100% | 1.2 | 0.4 | 0.3 | 0.5 | 0   | 10.2 |

## Palmarés
- Euroliga (2): 2015, 2018.
- Liga ACB (5): 2013, 2015, 2016, 2018, 2019.
- Copa del Rey (6): 2012, 2014, 2015, 2016, 2017, 2020.
- Supercopa de España (6): 2012, 2013, 2014, 2018, 2019, 2020.
- Copa Intercontinental FIBA (1): 2015.

### Distinciones individuales
- Rookie del año de la Big West (2005).
- Jugador del Año de la WAC (2008).
- Máximo anotador de la ACB de la temporada 2009/10.[9] y 2010/11.[10]
- Mejor Quinteto de la ACB (1): 2011.[11]
- Concurso de triples ACB (2): (2015, 2016).
- Mejor jugador extranjero de la acb por la revista Gigantes del básquet.